# Luigi Pigorini
Luigi Pigorini (Fontanellato, 10 gennaio 1842 – Padova, 1º aprile 1925) è stato un archeologo e politico italiano.
Gli sono stati intitolati un museo omonimo a Roma e una galleria a Parma.

## Biografia

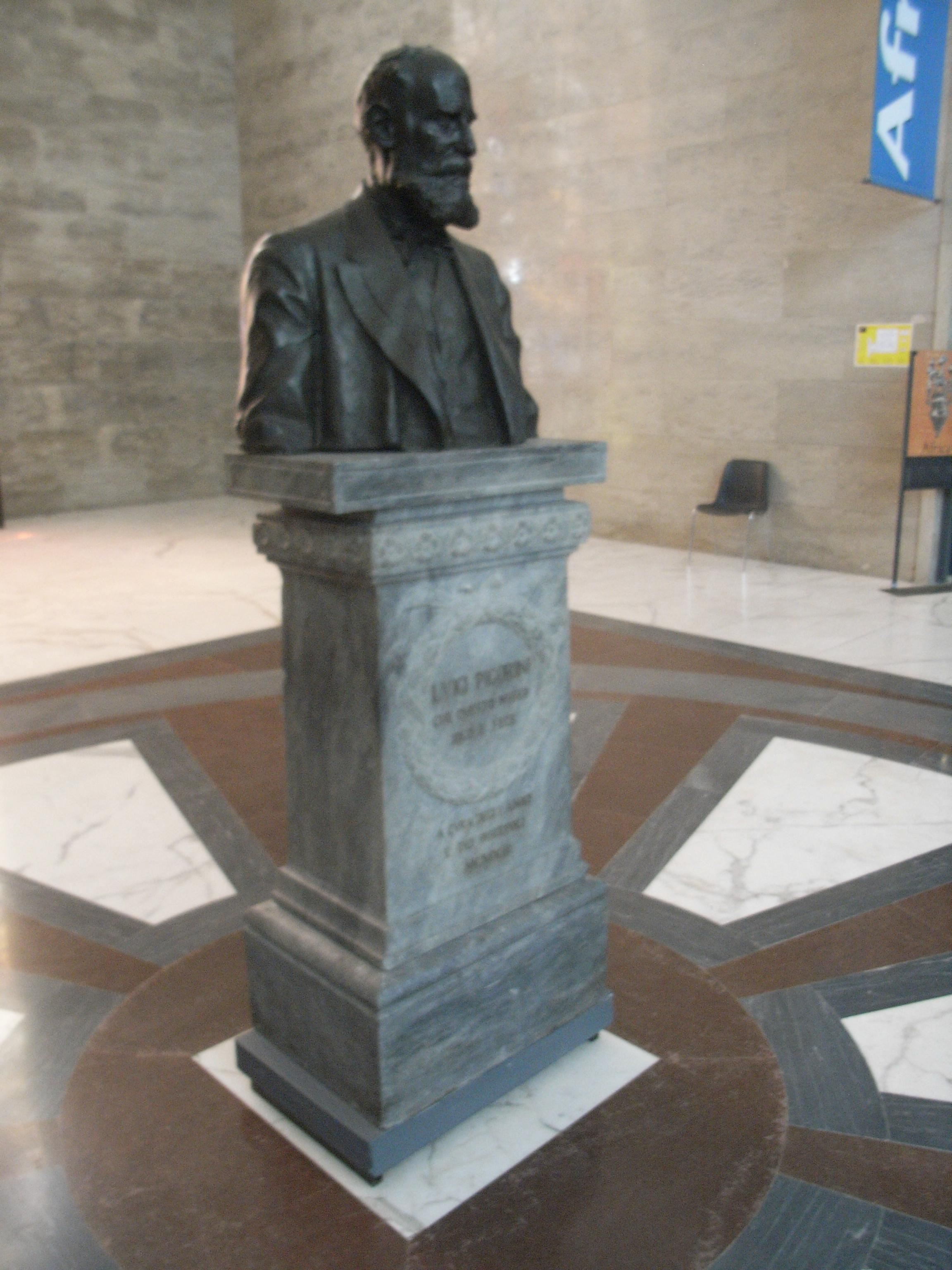
Busto di Luigi Pigorini

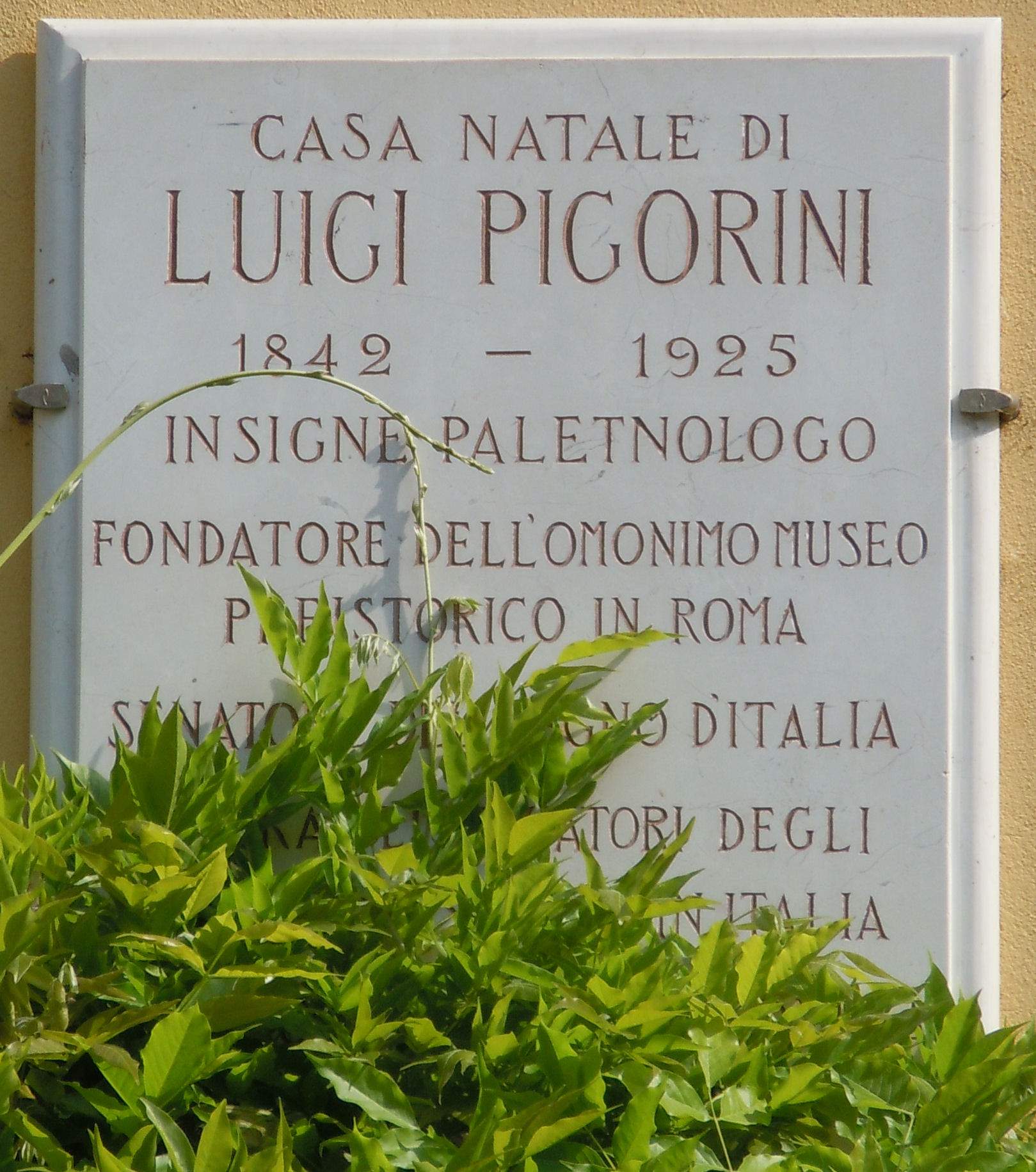
Fontanellato, lapide sulla casa natale

All'età di sedici anni, nel 1858, viene nominato "alunno" presso il Museo d'Antichità di Parma.
Gli incontri con Pellegrino Strobel, professore di Scienze Naturali all'Università di Parma e con Gaetano Chierici, direttore del Gabinetto di Antichità Patrie di Reggio Emilia, sono l'inizio delle ricerche archeologiche in territorio parmense.
Nel 1863 inizia a viaggiare in Svizzera, Toscana, ma anche a Roma e Napoli; tiene inoltre dei corsi a Parma dove ricorre a diversi materiali per spiegare gli usi e le funzioni di strumenti preistorici.
Pochi anni dopo la laurea in Scienze Politiche e Amministrative viene nominato direttore del Museo di Antichità di Parma.
Nel 1875 fonda con Chierici e Strobel il Bullettino di Paletnologia Italiana e, nello stesso anno, entra nella Direzione Generale dei Musei e degli Scavi d'Antichità del Regno a Roma, dove propone al Ministro della Pubblica Istruzione, Ruggero Bonghi, la fondazione del Museo Preistorico Etnografico di Roma, che viene inaugurato nel 1876 e oggi porta il suo nome.
Nel 1877 ottenne la prima cattedra di Paletnologia dell'Università di Roma istituita dal Consiglio Superiore della Pubblica Istruzione, della quale fu titolare per circa 40 anni.
Gli incarichi di Pigorini continueranno fino alla nomina di senatore nel 1912 e vicepresidente del Senato nel 1919, incarico che mantenne fino alla morte avvenuta a Padova, presso la casa del figlio, dove si era ritirato per infermità, il 1º aprile 1925.